# Wilfried Koch

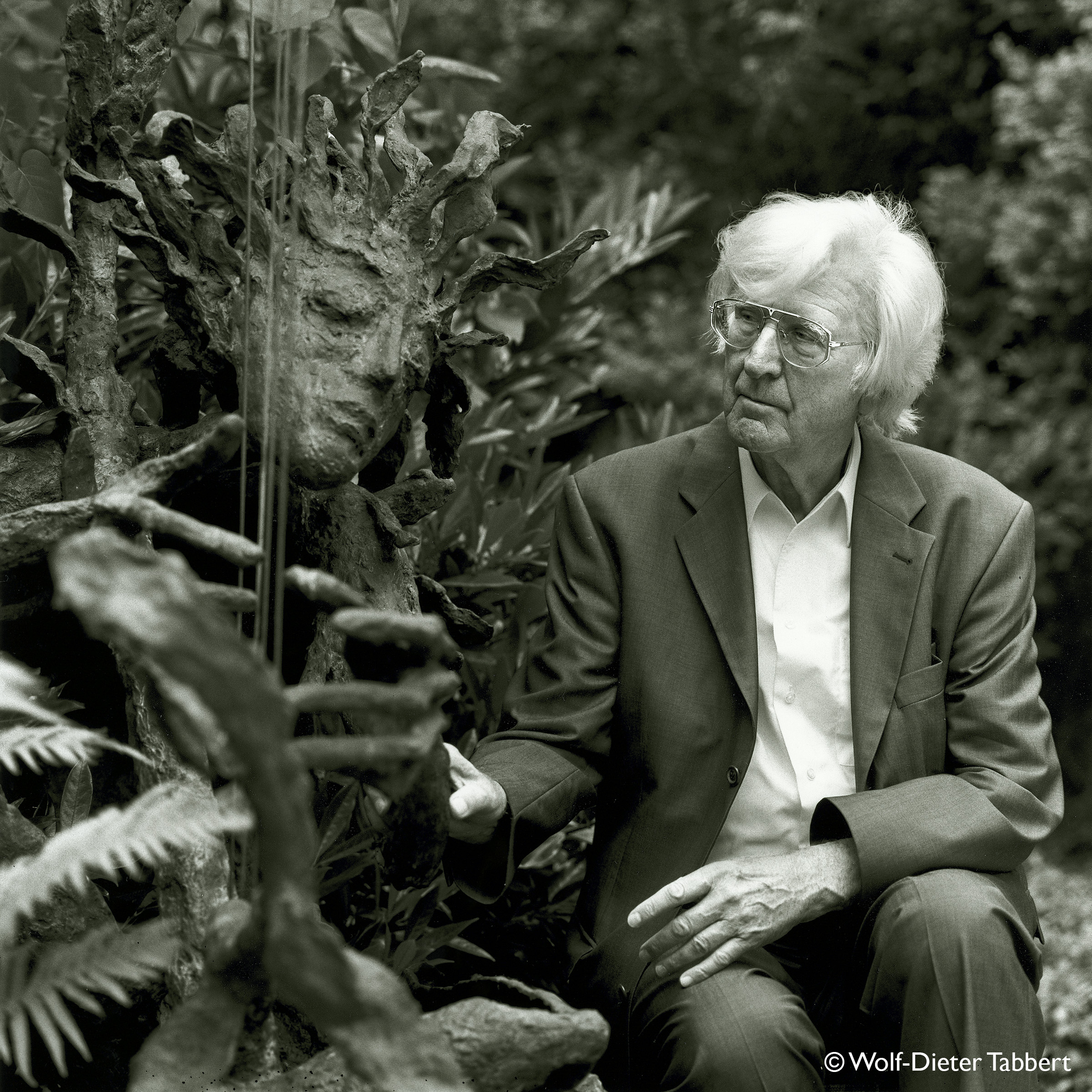
Wilfried Koch (2009)

Wilfried Koch (* 24. Januar 1929 in Duisburg; † 9. August 2022) war ein deutscher Architekturhistoriker, Maler, Grafiker, Bildhauer, Flötist, Lehrer und Belletrist. Er lebte ab 1971 in Rietberg-Varensell im Kreis Gütersloh.

## Leben und Wirken

### Ausbildung
Nach seiner künstlerischen Ausbildung im Porträtfach bei Rudolf Porth am Städelschen Kunstinstitut in Frankfurt am Main erlangte Koch zunächst ein Staatsexamen als Volksschullehrer. Nach dreijähriger Tätigkeit an einer Volksschule in Südbaden schloss er ein Studium zum Berufsschullehrer an sowie ein Studium der freien Malerei an der Staatlichen Akademie der Bildenden Künste Stuttgart bei Willi Baumeister, für Glasmalerei, Fresko und Mosaik bei Rudolf Henninger. Anschließend studierte er an der Höheren Fachschule für das Graphische Gewerbe in Stuttgart (ab 1967 Staatliche Ingenieurschule für Wirtschafts- und Betriebstechnik der graphischen Industrie). Kunstgeschichte studierte er bei Gustav Barthel ebenfalls an der Graphik-Hochschule in Stuttgart und bei Alois Pesot in Freiburg.

### Berufsschullehrer
1962 kehrte er nach Nordrhein-Westfalen zurück und baute in Gütersloh die Graphische Berufsschule der Bertelsmann AG auf, die er bis 1985 leitete.

### Architekturhistoriker und Fachbuchautor
Als Architekturhistoriker wurde Wilfried Koch einem breiten internationalen Publikum bekannt durch seine Kleine Stilkunde der Baukunst (Erstauflage 1967), bekannt als „Der Koch“, und als Autor des großen Kompendiums Baustilkunde – Europäische Baukunst von der Antike bis zur Gegenwart (Erstauflage 1982). Die Baustilkunde gilt als lexikalisches Standardwerk für Architekten und ist auch für Laien verständlich. Es enthält 2800 Architektur-Federzeichnungen des Autors. Beide Werke wurden bisher insgesamt mehr als 80-mal in deutscher Sprache aufgelegt und in mehr als 20 Sprachen übersetzt, darunter ins Russische, Chinesische und Japanische. Die Gesamtauflage übersteigt eine Million.

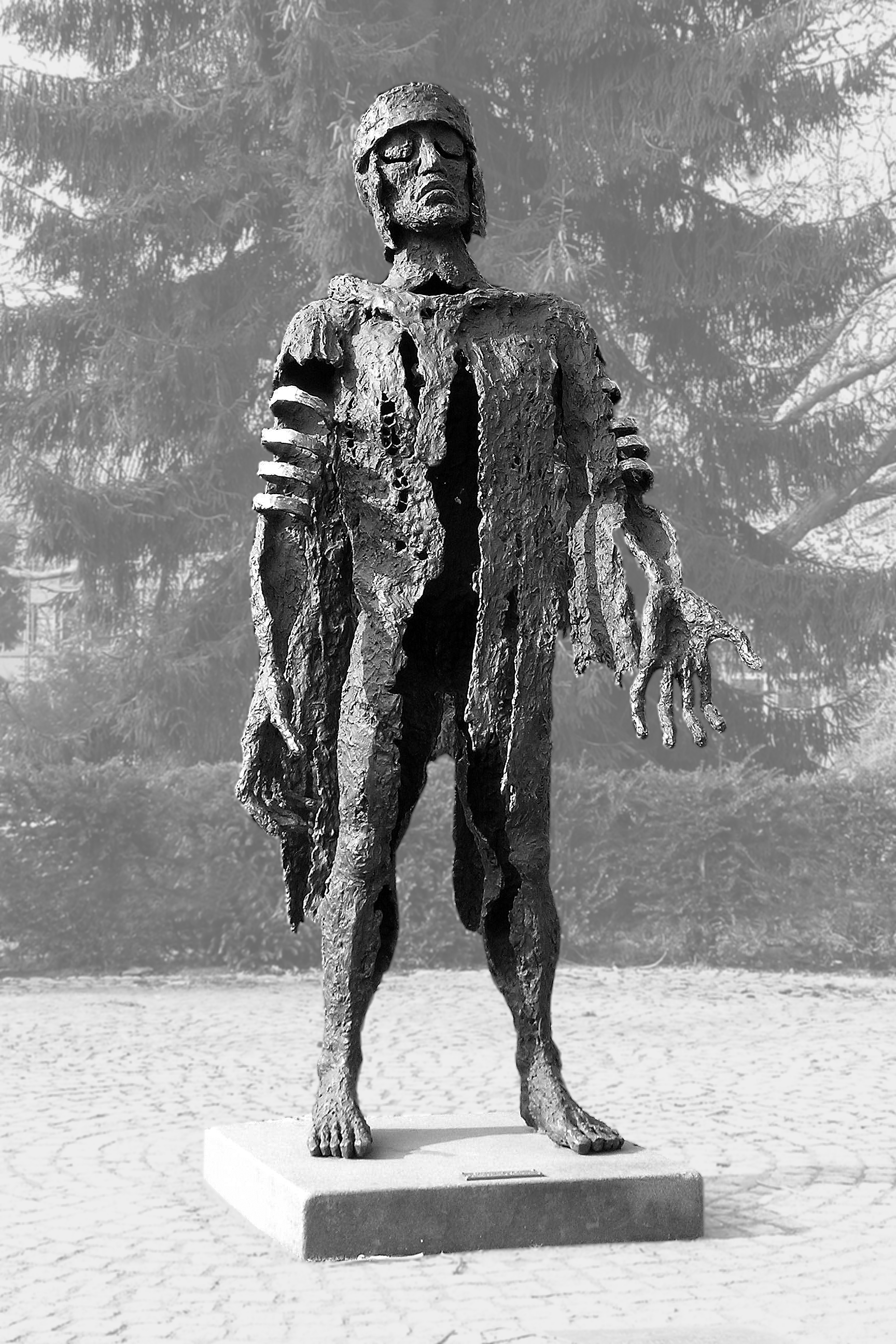
Bronzeskulptur Der gescheiterte Varus von Wilfried Koch. Die Skulptur steht in Haltern am See.

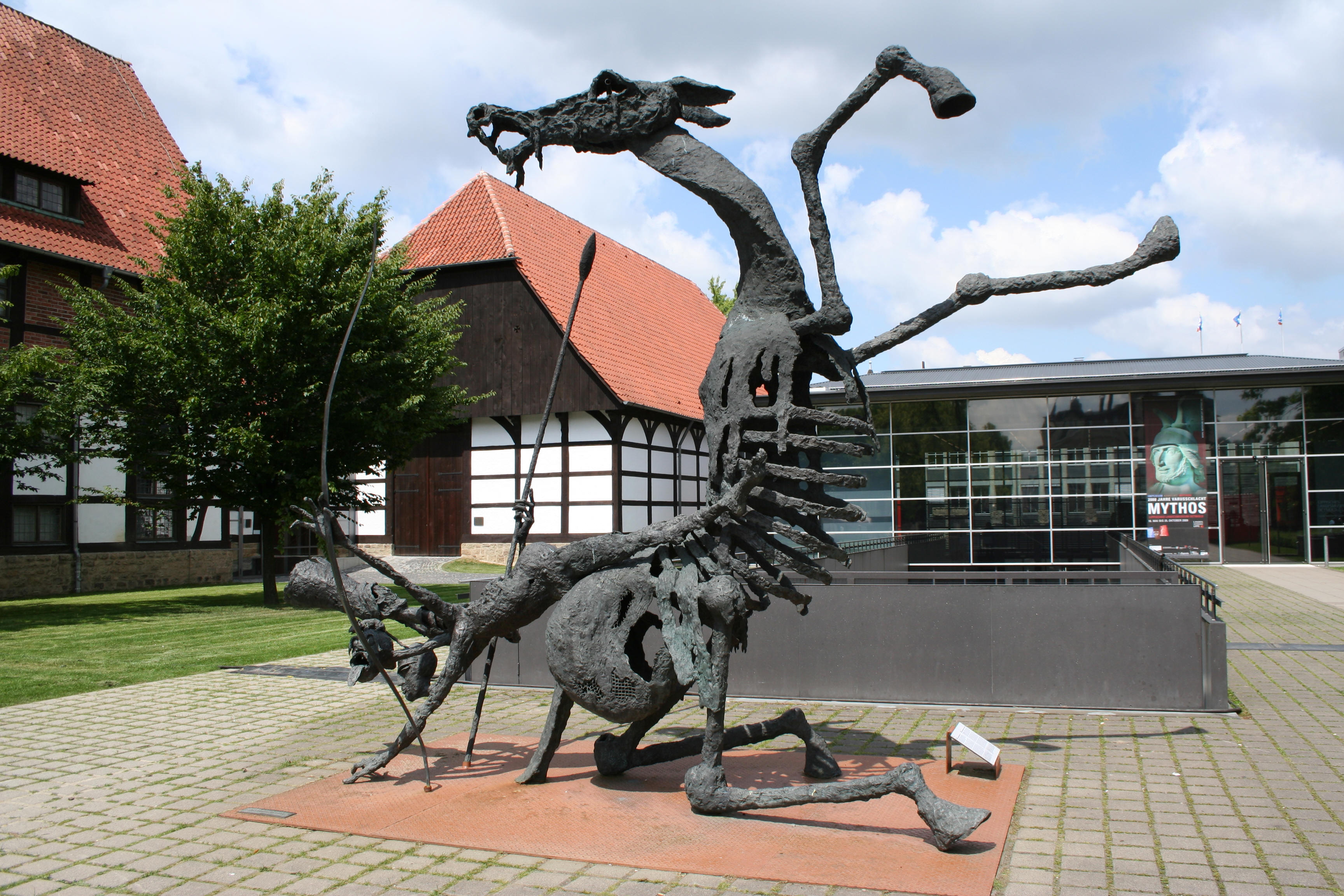
Skulptur Frieden: Der Sturz der apokalyptischen Reiter, Lippisches Landesmuseum Detmold.

### Bildender Künstler und Musiker
Wilfried Koch malte und zeichnete über 1000 Porträts und widmete sich ab 1982 intensiv der Bildhauerei. Er schuf zahlreiche Bronzestatuen nach dem Wachsausschmelzverfahren. In seinen überlebensgroßen Skulpturen gestaltete er Menschen in ihren emotionalen Grenzsituationen und behandelte vor allem Themen aus der Musik, der Mythologie und der christlichen Ikonografie. Zu seinen charakteristischen Ausdrucksmitteln gehörten offene Schalen, aus denen er Rumpf, Arme, und Beine formte. An den Leib setzte er so markante und ausdrucksstarke Träger von Mimik und Gestik: Gesicht, Hände und Füße. Die markanten „Koch-Hände“ sind zu einem Stilbegriff seiner Arbeiten geworden. Die bekanntesten Skulpturen sind: Frieden: Der Sturz der Apokalyptischen Reiter, Schauspieler, Esther, Erdmann, Klagender, Zeitbalance, Seher, Franziskus, Prophet, dreifach gekrönter Kruzifixus, Varus, Narr, Adam-Lilith-Eva.
Schon seit den 1950er-Jahren hatte sich Koch einen Namen gemacht als professioneller konzertanter Blockflötist und als Pionier der Wiedererweckung dieses Instruments durch Rundfunkaufnahmen und Konzerte im In- und Ausland.

### Stiftung, Museum öffentliche Skulpturen
2007 begründete Wilfried Koch zusammen mit seiner Frau Hilde (geb. Pietsch) als private Zustiftung der Sparkasse Rietberg die Stiftung Dr. Wilfried und Hilde Koch, die den malerischen und zeichnerischen Nachlass Kochs umfasst. Ebenfalls 2007 eröffnete die Stadt Rietberg ein umgenutztes und erweitertes Fachwerk-Ackerbürgerhaus von 1767 als Kunsthaus Rietberg – Museum Wilfried Koch zur Aufbewahrung der gestifteten 100 Gemälde und über 700 Zeichnungen. Im Museum werden jährliche Wechselausstellungen gezeigt, acht Bronzeskulpturen stehen in den Museumsgärten. Ergänzend erwarb die Stadt Rietberg 2007 den Klostergarten des ehemaligen Franziskanerklosters, in dem elf weitere Bronzeskulpturen den Skulpturenpark Wilfried Koch bilden.
Von Koch gestiftete Skulpturen im öffentlichen Raum befinden sich außerdem im Skulpturenpark der TU Kaiserslautern, vor der Orthodoxen Akademie in Kolympari auf Kreta sowie im Kazantzakis-Museum auf Kreta.

### Ehrungen
1997 wurde Koch zum Dr.-Ing. E. h. am Fachbereich Architektur der Universität Kaiserslautern (Rheinland-Pfälzische Technische Universität Kaiserslautern-Landau) ernannt; dort war er auch Träger der RPTU-Ehrenmedaille.
2002 wurde er in die Europäische Akademie der Wissenschaften und Künste in Salzburg berufen.

## Schriften

### Baufachliteratur
- Kleine Stilkunde der Baukunst. Mosaik-Verlag, München 1967.
- Baustilkunde. Europäische Baukunst von der Antike bis zur Gegenwart. Mosaik-Verlag, München 1982, ISBN 3-570-06234-1 (35. Auflage: Prestel, München/London/New York 2018, ISBN 978-3-7913-4997-8).

### Belletristik
- Das Märchen vom guten Menschen in vier Teilen im Imperfekt und einer Coda im Präsens. Gütersloh 1965 (Selbstverlag). 3. Auflage, Rehling, Rietberg 2010, ISBN 978-3-924088-12-5.
- Eine alte Liebesgeschichte. Walter, Eltville im Rheingau 1995 (Privatdruck).